# Clara Espinola
María Clara Espinola (Montevideo, Uruguay, 10 de julho de 1992) é uma atriz e escritora. Sua primeira aparição foi em A mão do meu pai uma peça de teatro em 2000.

## Início da carreira
Maria Clara Espinola nasceu em 10 de julho em Montevidéu, Uruguai. Estudou ação em uma das escolas mais profissionais no Uruguai. Espinola partecipou aos 8 anos, de sua primeira peça chamada The Pope Passa-me o ano 2000. Clara protagonizou e participou em várias obras um teatro como tudo (2000), Minha vida é uma comédia (2002), A Princesa Mishuju (2003) e A Divine (2005) como o Espinola. Luego trabalhos mais reconhecidos de duas peças estrelou Argentina s meu amigo a formiga (2008) e de Comédia Musical (2010), em uma de suas viagens à Argentina foi escolhido para estes obras. En a 2010 Clara participou de seu primeiro jogo linguagem Inglês chamado The Divine do bairro onde Quira personificar o caráter de Guevara filha do empresário multi-milionário Robert Guevara. Otras de grandes jogadas Espinola são Julianne (2010), carinhoso quatro (2011), Meu grande Natal (2011) e O Agente Secreto (2012). apoio Espinola fundação Fundo das Nações Unidas para a Infância de Uruguai e concluiu e ajudar a Aldeia infantil de Uruguai. Clara a partir de 2012 foi dedicado a escrever peças , sua primeira produção original era a maldição livre (2012), onde uma parte do que você escreveu, o estrelou atualmente em produção e nova peça original infernal Day Carla.

## Filmografia

### teatro
- 2000: La Mano de mi Papa como Grace
- 2000: El 0 a la izquierda como Leila
- 2000: Una de todas ellas como Claire Luna
- 2001: Mi querida Escuela como Agustina
- 2001: Querido Hijo como Mariela
- 2002: Mi vida es una comedia como Tiffany
- 2002: La Laguna de la mala suerte como Teodora
- 2003: Mirando al cielo como Estrellita
- 2003: La casa de mis sueños como Lua
- 2003: Karina: La Buscadora de Tesoros como Katy
- 2003: La Princesa del Mishuju como Princesa Tania
- 2005: Una Divina como Peyton como Daiana
- 2007: Una hora de resistencia como Silvia
- 2008: Mi Amiga la hormiguita como Ariana (Argentina jogo)
- 2009: En mi fabulosa vida como Lucía
- 2010: De Comedia Musical como Andrea (Argentina jogo)
- 2010: The Divine of the neighborhood como Quiera Guevara (jogo Inglês-language)
- 2010: Julianne como Julianne
- 2011: Perrito cariñoso como Selena
- 2011: Mi grandiosa navidad como Annie
- 2012: La Agente Secreta como Cristina
- 2012: Libres de la maldición como Mercedes (peça escrita por ela mesma)
- 2013: Día infernal (na produção própria obra original)

## Prêmios
- 2012: Premio Escritor del Año 2012: Escritor do Ano: Libres de la maldición, vencedor
- 2012: Premio Artista Joven Uruguayo: Melhor atriz uruguaia: La Agente Secreta, vencedor
- 2013: Premio Escritor del Año 2013: Escritor do ano e trabalho favorito: Libres de la maldición, declive